# Hôpital de la Sainte-Croix

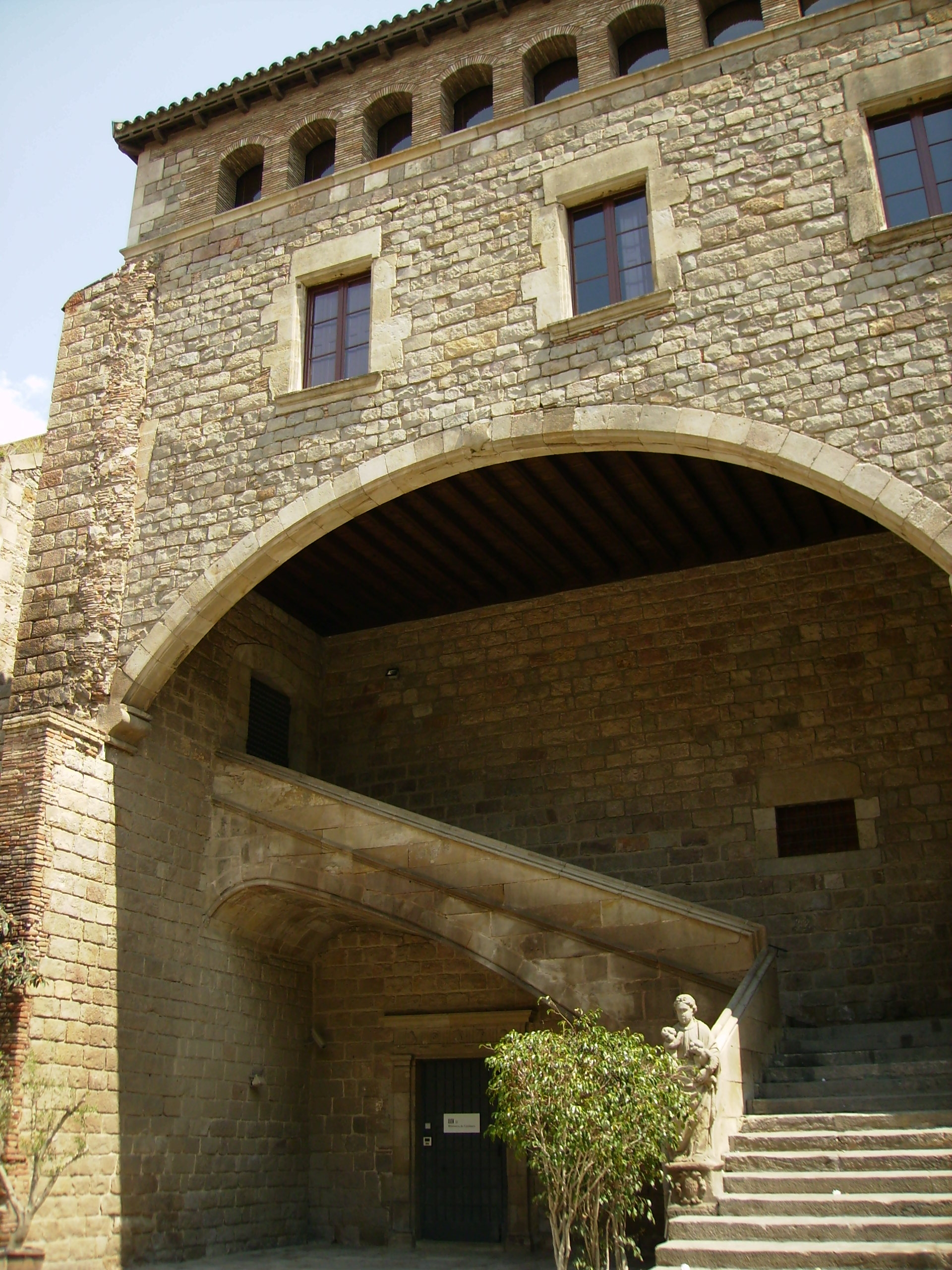
Entrée à la Bibliothèque de Catalogne.

Pour les articles homonymes, voir Sainte-Croix.
L'Hôpital de la Sainte-Croix, (en catalan Hospital de la Santa Creu) est un bâtiment gothique du XVe siècle, situé dans le quartier du Raval, dans la vieille ville de Barcelone, entre les rues de l'Hospital et du Carme.
Ancien hôpital historique de la ville, ancien siège de l'école Massana, école des Beaux-Arts de Barcelone, il accueille notamment aujourd'hui la Bibliothèque de Catalogne et l'Institut d'études catalanes.

## Histoire
Il a été créé dans le but de réunir dans un unique bâtiment les six hôpitaux qui existaient alors dans la ville.
La première pierre a été posée en 1402 en présence du roi Martin Ier d'Aragon, et les travaux se sont prolongés jusqu'au XVIIIe siècle, c'est pourquoi l'hôpital combine des éléments gothiques, renaissance et baroque. Dans le projet initial  attribué au maître Arnau Bagués, le bâtiment devait se composer de quatre nefs de deux étages et former un rectangle, mais seuls trois nefs ont été édifiées, de sorte que le cloître est resté ouvert sur un de ses côtés.
En 1703, Antoni Viladomat, un des peintres baroques catalans les plus importants, a peint la chapelle de Sant Pau.
À la fin du XIXe siècle, l'hôpital était débordé par la croissance de la ville et les nouvelles avancées en médecine et hygiène, c'est pourquoi il a été décidé le transférer dans un nouveau lieu : l'Hôpital de Sant Pau, célèbre édifice moderniste bâti de 1902 à 1930.
En 1926, le vieux bâtiment a été acquis par la Mairie de Barcelone, qui a entamé sa reconstruction. Actuellement, l'ensemble comprend le siège de la Bibliothèque de Catalogne (depuis 1939), l'Institut d'Études Catalanes (depuis 1931), l'École Massana (depuis 1935) et deux bibliothèques publiques de la Députation de Barcelone.
Le 3 juin 1931 l'édifice a été déclaré Monument Historique Artistique d'Intérêt National.

## Galerie

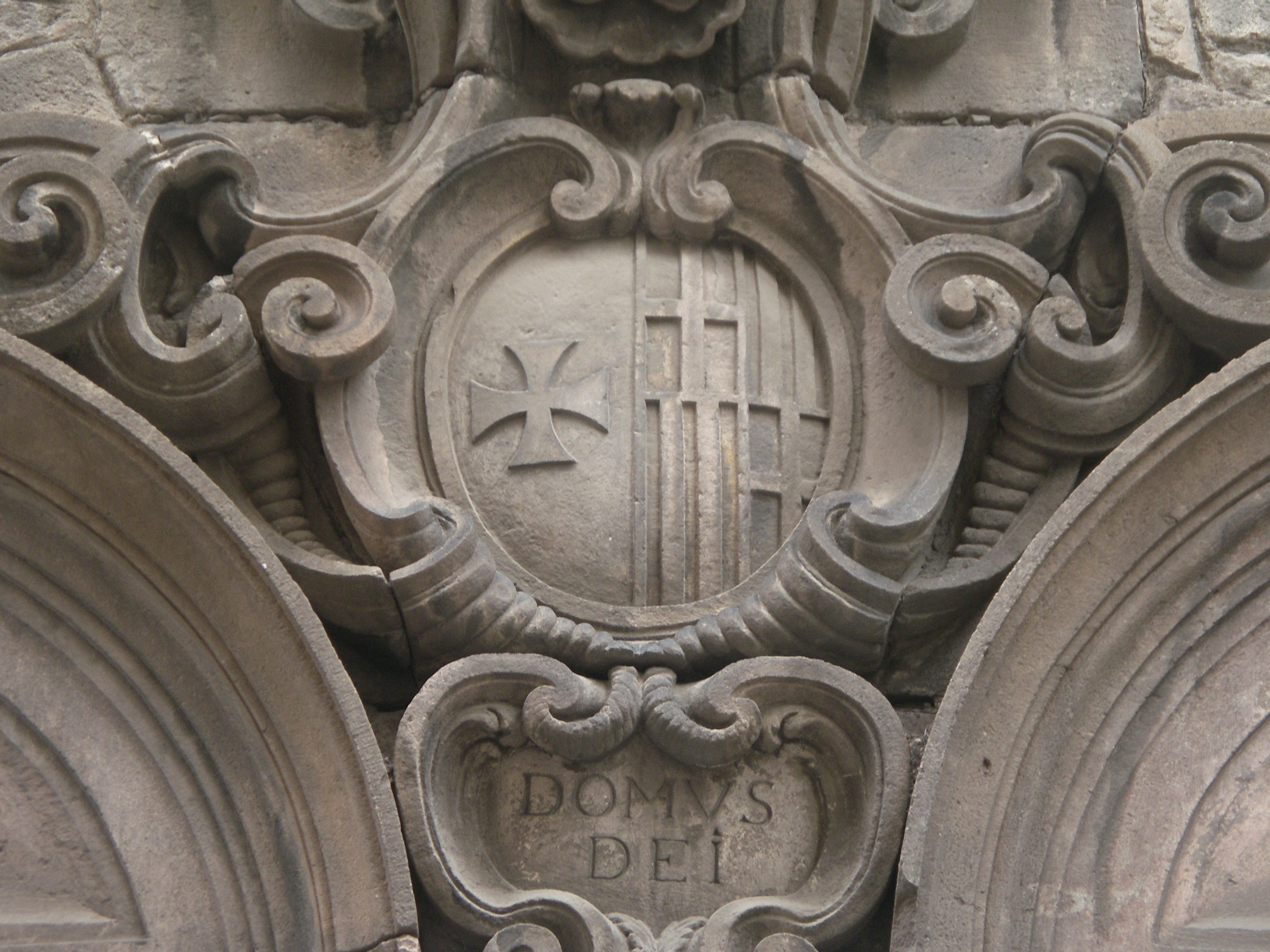
Ecusson de l'hôpital, sur la façade de la chapelle
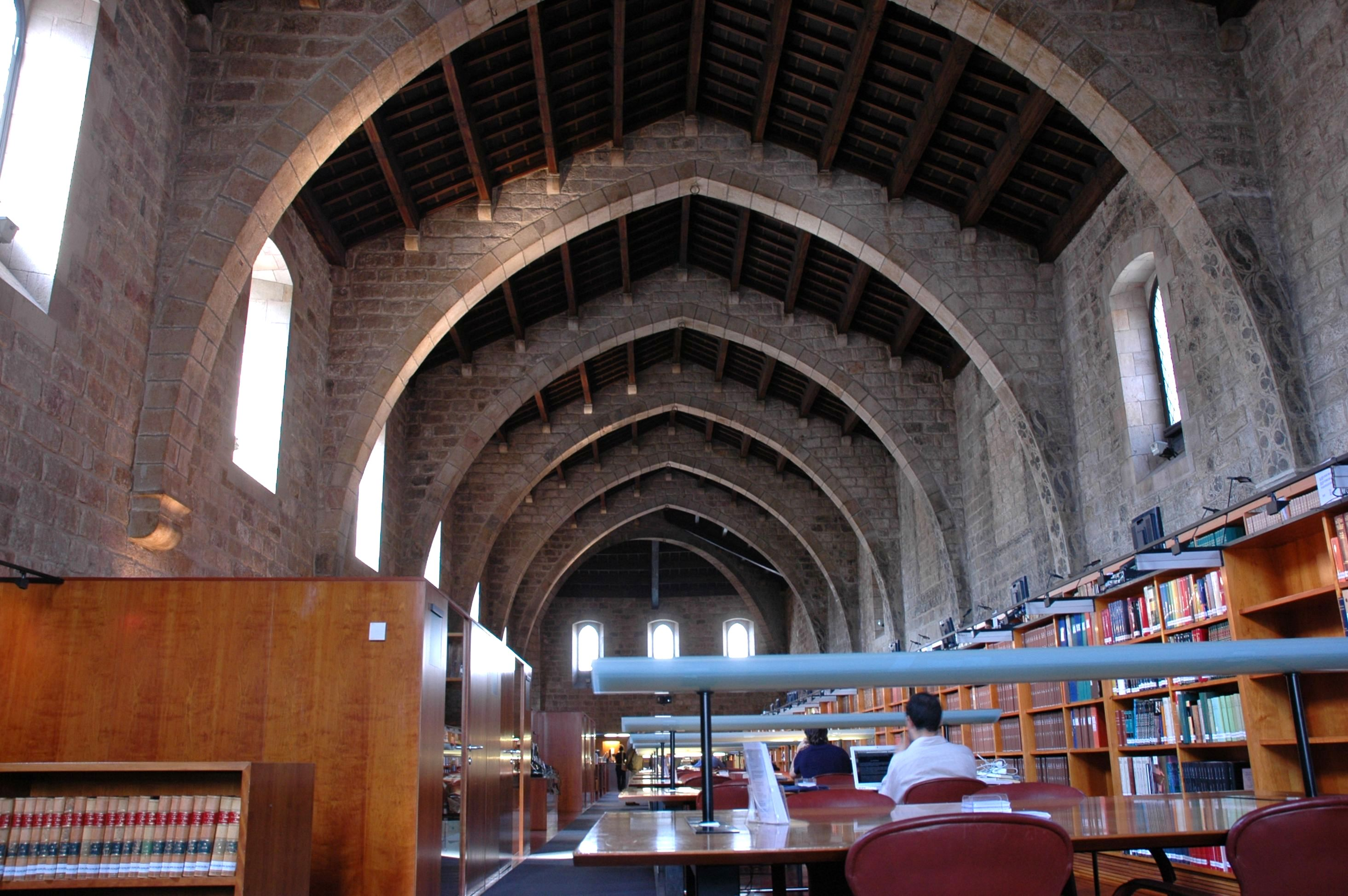
Nef de l'ancien hôpital (Bibliothèque de Catalogne)
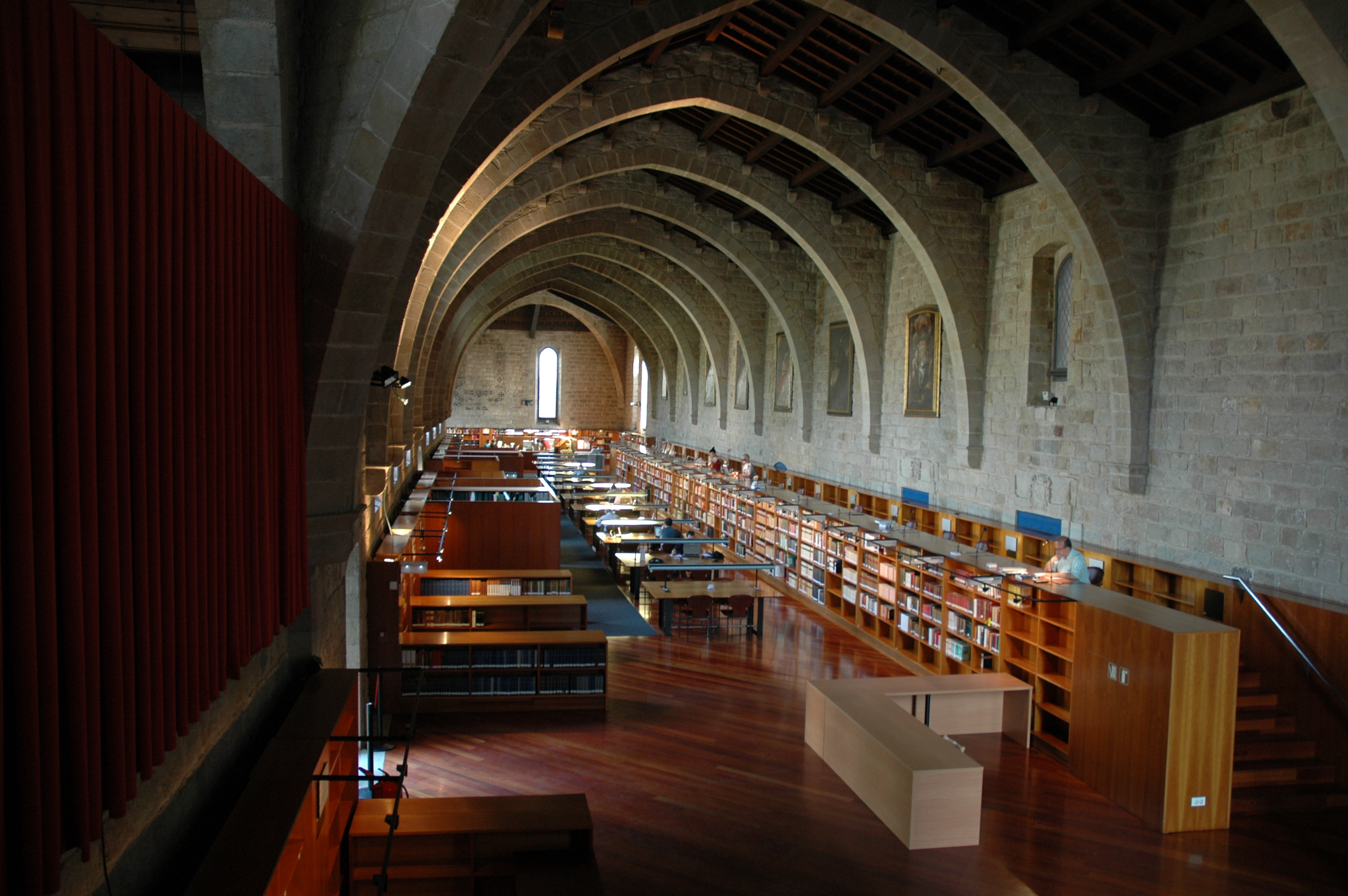
Salle du Levant (Bibliothèque de Catalogne)
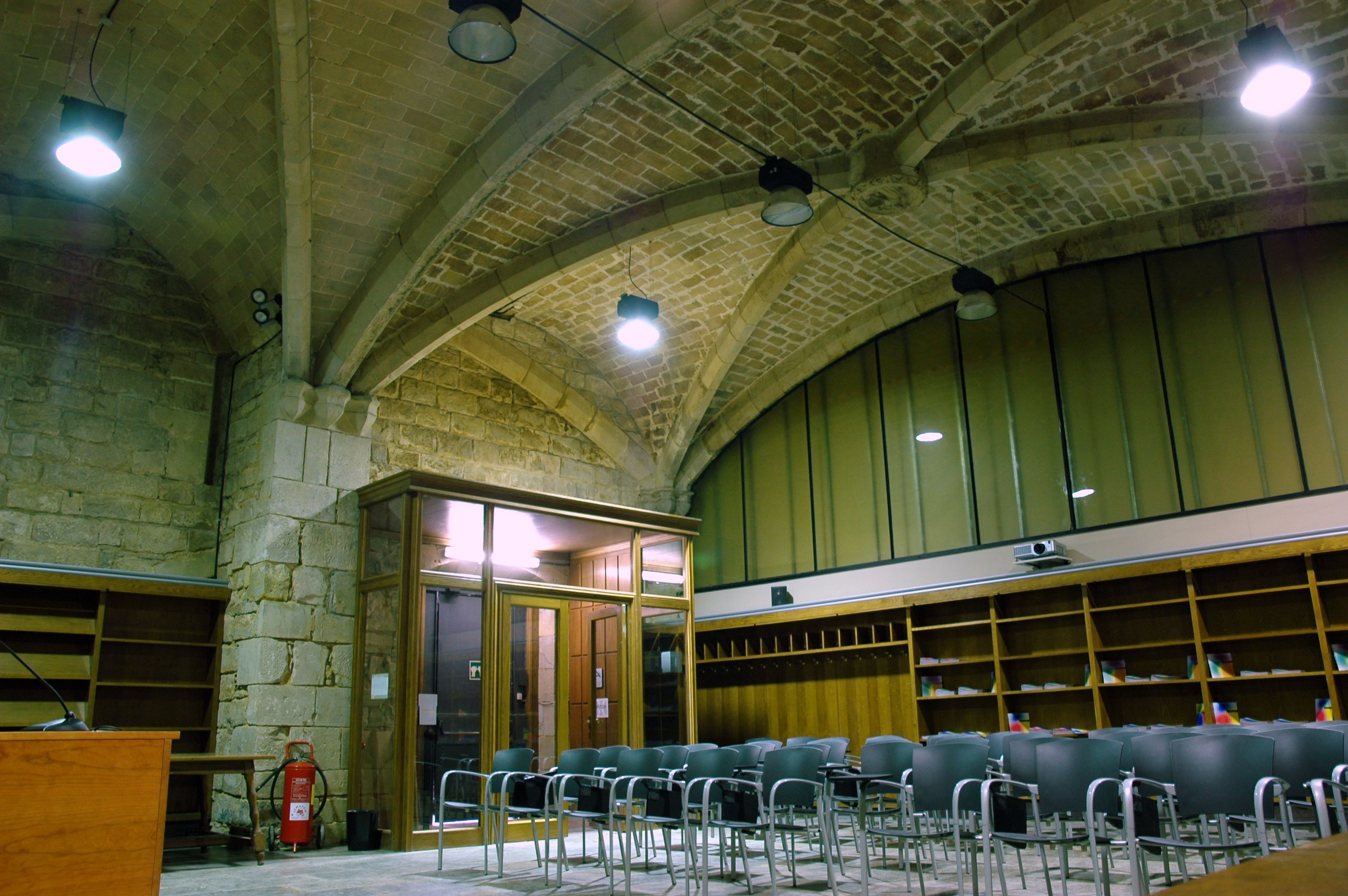
Salle gothique
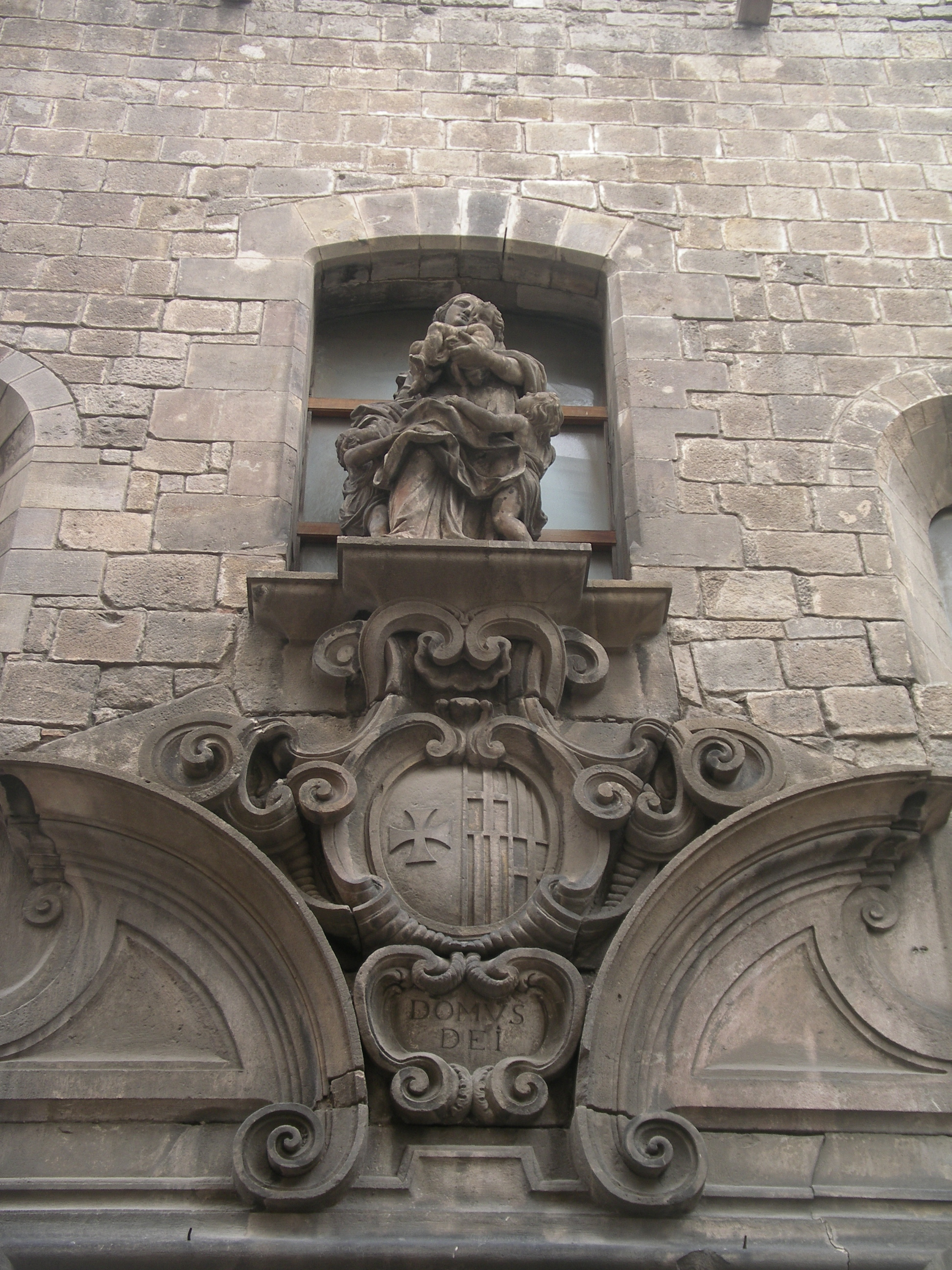
Façade de la chapelle
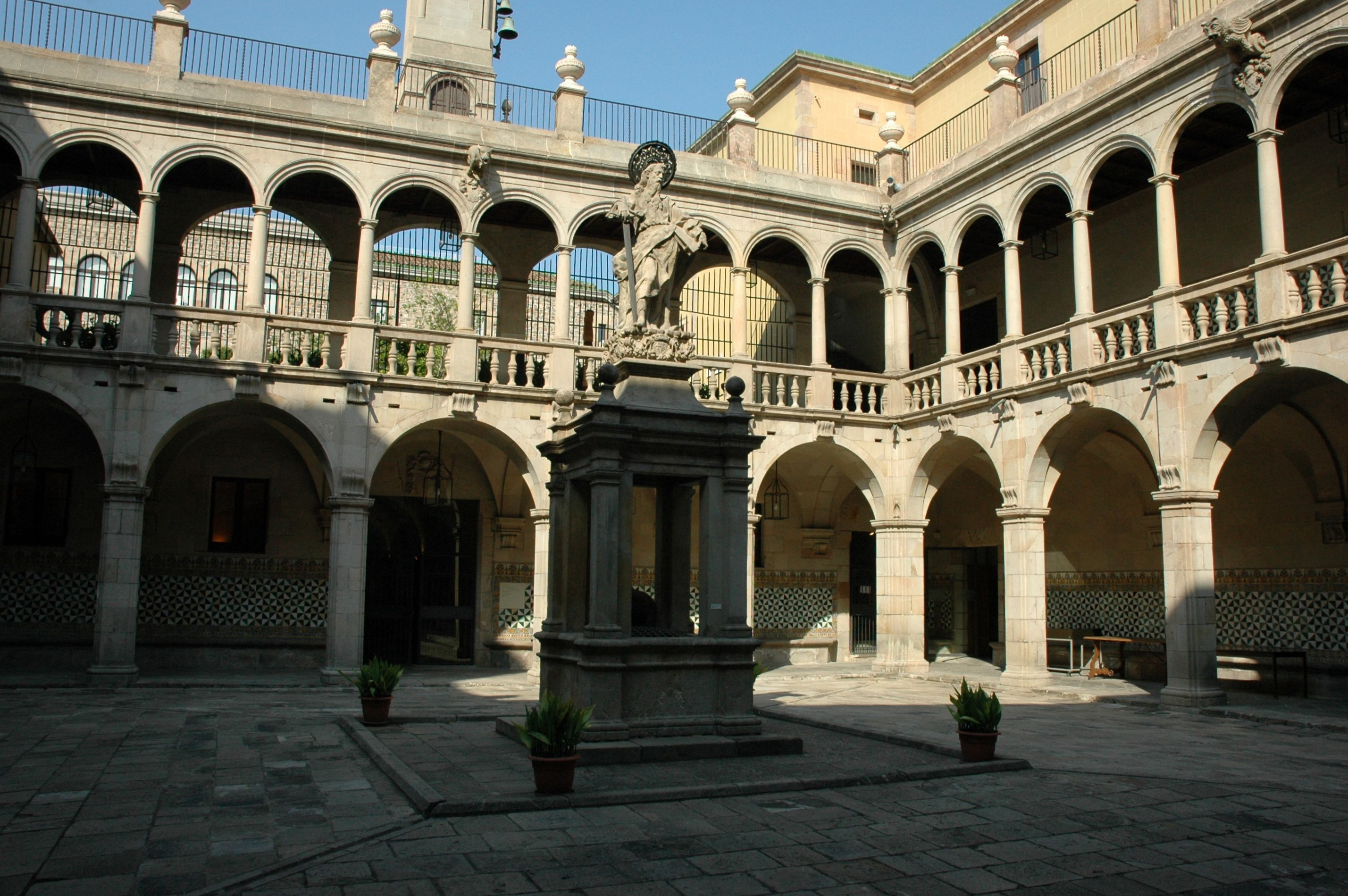
Patio de la Casa de Convalecencia
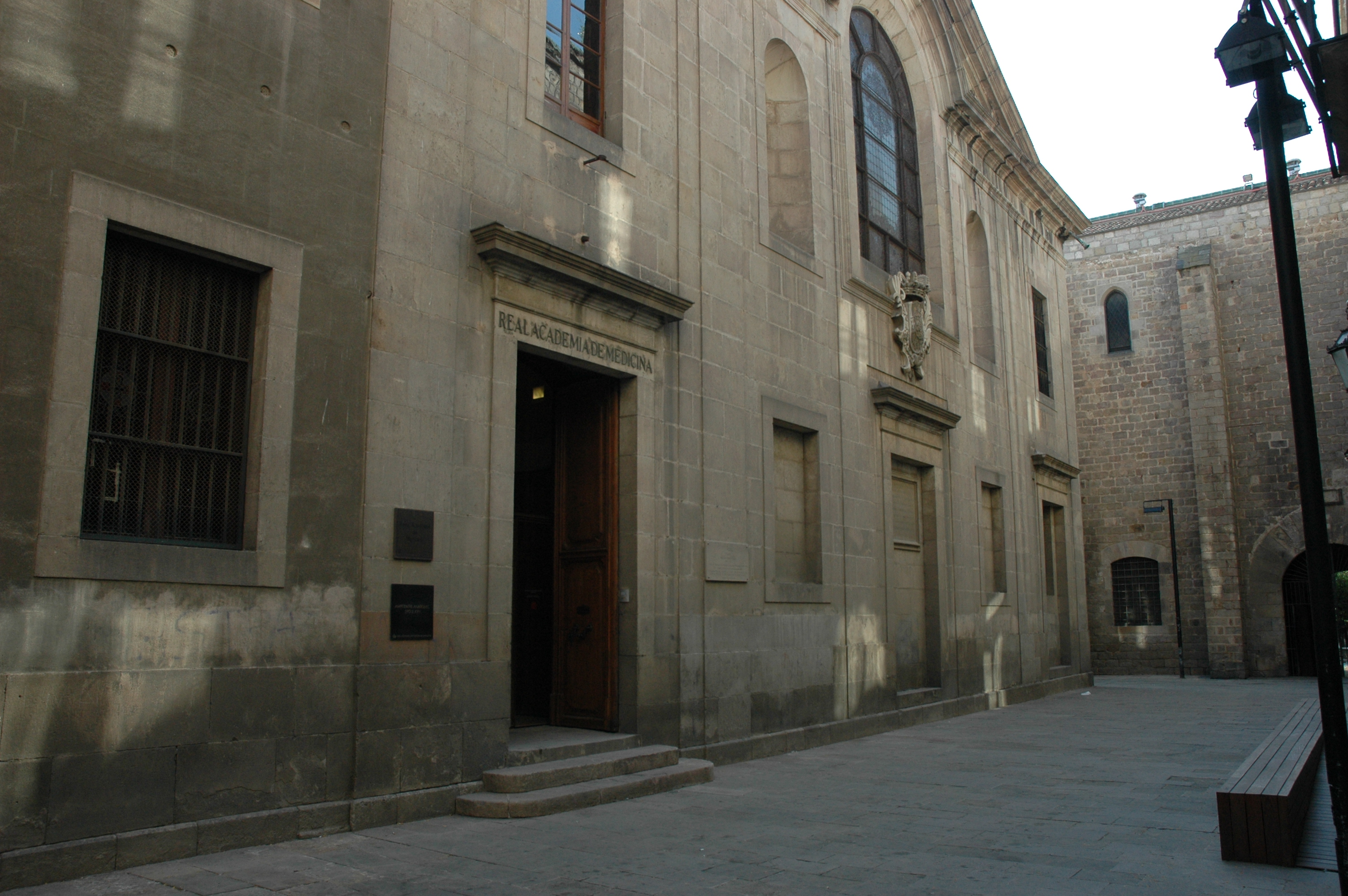
Ancien Collège de Chirurgie